# Denison, Texas
Denison là một thành phố thuộc quận Grayson, tiểu bang Texas, Hoa Kỳ. Năm 2010, dân số của xã này là 22682 người.

## Dân số
- Dân số năm 2000: 22773 người.
- Dân số năm 2010: 22682 người.